# Asalto al cine
Asalto al cine es una película de drama mexicana que se desarrolla en la Ciudad de México y cuenta la historia de 4 jóvenes que terminan planeando el asalto a un cine. Dirigida por Iria Gómez Concheiro, fue estrenada en el Festival de Cine de Sundance.

## Sinopsis
Asalto al cine es una película donde cuatro jóvenes: Chata, Chale, Negus y Sapo. Los protagonista crecen en la colonia Guerrero, al cabo de muchos conflictos y de un intento fallido de entrar al cine sin pagar deciden asaltar el cine donde fueron detenidos.

## Reparto
- Gabino Rodríguez - el Negus
- Juan Pablo de Santiago - el Chale
- Ángel Sosa - el Sapo
- Paulina Ávalos - la Chata
- Dolores Heredia - señora
- Susana Salazar - mamá de la Chata
- María Gelia - mamá del Negus
- Gabriela Reynoso - mamá del Chale
- Luis Becerril - Trompo
- Juan Manuel Bernal - Gerente
- Roberto de Loera - Roller
- Carlos Valencia - Arturo

## Festivales
- Festival Internacional de Cine en Guadalajara. México 2010
- Festival Internacional de Cine de San Sebastián. España 2010
- Encuentros de Cines de América Latina de Toulouse. Francia 2010
- Festival de Cine Sundande. Park City, Estados Unidos 2011
- Festival Internacional de Cine de Cartagena de Indias. Colombia 2011

## Premios y reconocimientos
- Premio Latinofusión. Festival Internacional de Cine en Guadalajara 2010
- Premio Cine en Construcción Casa de América. Festival Internacional de Cine de San Sebastián 2010
- Premio Cine en Construcción Casa América. Encuentros de Cines de América Latina de Toulouse 2010
- Premio Especial a Mejor Actor(Gabino Rodríguez). Festival Internacional de Cine de Cartagena de Indias 2011